# Алаква (Бјела)
Алаква (итал. Allacqua) је насеље у Италији у округу Бијела, региону Пијемонт.
Према процени из 2011. у насељу је живело 12 становника. Насеље се налази на надморској висини од 312 м.